# Association sportive amicale
 (mars 2024).
Si vous disposez d'ouvrages ou d'articles de référence ou si vous connaissez des sites web de qualité traitant du thème abordé ici, merci de compléter l'article en donnant les références utiles à sa vérifiabilité et en les liant à la section « Notes et références ».
L'Association Sportive Amicale (ou AS Amicale) était un club français de football, fondé en 1900 et basé à Maisons-Alfort (Val-de-Marne).
Cinq fois champion de Paris entre 1941 et 1969, l'AS Amicale découvre le Championnat de France Amateurs dès sa première édition en 1948-1949.

## Histoire
En Coupe de France l'AS Amicale signa quelques beaux parcours : 1/16e de finaliste en 1923 et 1941 et 1/32e de finaliste en 1921, 1924, 1927, 1928, 1936, 1946 et 1947.
Après un dernier titre de champion de Paris gagné en mai 1969, le club accède au Championnat de France Amateurs qui tient sa dernière édition. L'AS Amicale se maintient au niveau national et dispute la saison inaugurale du Championnat de France de football de Division 3 mais au terme de la saison, sanctionnée par une treizième et dernière place du groupe Centre, le club retrouve le niveau régional.
Le club fusionne en 1992 avec la JSA pour créer le « Football Club de Maisons-Alfort » dont l'équipe fanion évolue en 2006-2007 en Promotion d'Honneur de la Ligue de Paris.

## Anciens entraîneurs
- Joseph Mercier

## Palmarès
- Champion de DH Paris : 1941, 1948, 1951, 1967, 1969